# Paul Vanden Boeynants
Paul Emile François Henri Vanden Boeynants (1919. május 22. – 2001. január 8.) belga politikus és államférfi, Belgium miniszterelnöke 1966 - 1968 és 1978 - 1979 között.
Vanden Boeynants (akit az újságírók csak "VDB"nek emlegettek) Brüsszel egyik kerületében, Vorst-ban született. A húsfeldolgozóiparban dolgozott, majd a PSC-CVP képviselője lett a belga parlamentben 1949 és 1979 között. 1961 és 1966 között a párt elnöke volt, majd 1966-ban kormányt alakított, amely 1968-ig maradt hivatalban. Később, 1978-ban ismét miniszterelnök lett, de hivatalát csak 1979-ig töltötte be. 1995-ben vonult végleg vissza a politikától, 2001-ben Aalst városban halt meg, miután egy szívműtét következményeként tüdőgyulladást kapott.
1986-ban csalás és sikkasztás vádjával elítélték és három évi felfüggesztett börtönbüntetést kapott, ami megakadályozta abban, hogy induljon Brüsszel főpolgármesteri választásán. Csak az 1990-es évek elején rehabilitálták.
1989. január 14-én a Haemers banda tagjai elrabolták, a bűnözők a Le Soir napilapnak küldtek egy üzenetet, amelyben 30 millió belga frank váltságdíjat követeltek Vanden Boeynants szabadon bocsátásáért. Vanden Boeynants-ot egy hónappal később, február 13-án engedték szabadon, miután családja egy nem nyilvános összeget fizetett ki váltságdj fejében. Patrick Haemers, a banda vezére, öngyilkosságot követett el a börtönben, de a banda két másik tagja 1993-ban megszökött a St-Gillis börtönből.
2009. január 20-án Brüsszelben elrabolták a néhai miniszterelnök arany Rolex óráját, amelyet egykori sofőrjének adott ajándékba. A több, mint 30 éves óra értékét 20000 euróra becsülik.

## Fordítás
- Ez a szócikk részben vagy egészben  a   Pierre Harmel című francia Wikipédia-szócikk fordításán alapul.  Az eredeti cikk szerkesztőit annak laptörténete sorolja fel. Ez a jelzés csupán a megfogalmazás eredetét és a szerzői jogokat jelzi, nem szolgál a cikkben szereplő információk forrásmegjelöléseként.